# Karl Saldow
Karl Saldow (Berlín, 26 de octubre de 1889 - Berlín, 31 de mayo de 1951) fue un ciclista alemán, profesional desde el 1910 hasta el 1928. Se especializó en el ciclismo en pista donde obtuvo 8 victorias carreras de seis días.
Después de la Segunda Guerra Mundial, perdió su fortuna, y se suicidó.

## Palmarés
- 1910
  - 1.º en la Rund um Berlin
- 1911
  - 1.º en los Seis días de Dresde (con Willy Lorenz)
- 1912
  - 1.º en los Seis días de Dresde 1 (con Willy Lorenz)
  - 1.º en los Seis días de Dresde 2 (con Willy Lorenz)
- 1913
  - 1.º en los Seis días de Hannover (con Willy Lorenz)
- 1914
  - Campeón de Alemania en Medio Fondo 
  - 1.º en los Seis días de Berlín (con Willy Lorenz)
- 1919
  - Campeón de Alemania en Medio Fondo 
  - 1.º en los Seis días de Berlín (con Willy Techmer)
- 1922
  - 1.º en los Seis días de Berlín (con Fritz Bauer)
- 1924
  - Campeón de Alemania en Medio Fondo 
  - 1.º en los Seis días de Berlín (con Willy Lorenz)
- 1925
  - Campeón de Alemania en Medio Fondo